# Where Have All the Cowboys Gone?
Where Have All the Cowboys Gone? è un brano musicale di Paula Cole, contenuto nel suo secondo album, This Fire.
Si tratta di uno dei brani più famosi e conosciuti della cantante, ed anche l'unico ad essere entrato nella classifica Top 100 americana della nota fanzine musicale Billboard, raggiungendo addirittura la Top 10. Il 22 giugno 1997 il brano raggiunse il quindicesimo posto nella classifica ufficiale inglese.

## Descrizione
Il brano parla di una donna che per tutta la vita ha sognato di volere diventare la moglie di un cowboy per condividere con lui una vita di avventure e per avere allo stesso tempo un uomo che la protegga. Il sogno si realizza ma con il passare degli anni la donna si rende conto che la realtà è ben lontana dai suoi sogni da avventuriera e per questo si ritrova ad essere una moglie infelice, chiedendo continuamente a Dio appunto "dove sono andati a finire tutti i cowboy?".
La canzone ricevette delle nomination ai Grammy per quattro categorie: "Migliore interpretazione femminile" (battuta da Sarah McLachlan per Building a mystery), "Miglior artista esordiente", "Album dell'anno" e "Canzone dell'anno" (persi entrambi a favore di Shawn Colvin per il suo album Sunny came home). Vinse il Grammy Award come Miglior artista esordiente. Fu anche nominata agli MTV Video Music Awards del 1997 per la categoria Miglior Video ma anche questo non se lo aggiudicò, infatti fu vinto da Jewel per il video di You were meant for me.

## Video
Il video è molto semplice, costituito essenzialmente da inquadrature fatte a Paula e alla sua band mentre suonano. Durante il video vengono mostrate alcune scene di vita ordinaria (gente che cammina, siede ad un tavolo o in macchina o a cavallo) rese però in maniera un po' dark, per evidenziare maggiormente il messaggio fondamentalmente negativo della canzone.

## Classifiche
| Classifica (1997)                          | Posizione massima |
| ------------------------------------------ | ----------------- |
| U.S. Billboard Hot 100                     | 8                 |
| U.S. Billboard Adult Top 40                | 4                 |
| U.S. Billboard Hot Dance Music/Club Play   | 10                |
| US Billboard Modern Rock Tracks            | 32                |
| US Billboard Hot Adult Contemporary Tracks | 27                |

### Classifiche di fine anno
| Classifica (1997)    | Posizione massima |
| -------------------- | ----------------- |
| US Billboard Hot 100 | 38                |

## Parodie
In un episodio del 2005 de I Simpson, "Marge e l'intossicazione da figlio", Apu Nahasapeemapetilon esegue la canzone ad un torneo di karaoke, passando al falsetto durante il "do-do-do, do-do-do".
In un episodio del 2009 de I Griffin, "Something, Something, Something, Dark Side", una parodia de L'Impero colpisce ancora, la canzone viene usata come forma di tortura per il prigioniero Ian Solo.